# 크리스천 바이어스
크리스천 바이어스(Christian Byers, 1993년 7월 31일 ~ )는 오스트레일리아의 배우이다.

## 출연 작품
- 샤일로 (2018)
- 집시 (2015)
- 더 트리 (2010)
- 내 이름은 블루버거 (2008)
- 디셈버 보이즈 (2007)
- 오펄 드림 (2005)